# ليه نورمان (لاعب كرة قاعدة)
ليه نورمان (بالإنجليزية: Les Norman)‏ هو لاعب كرة قاعدة أمريكي، ولد في 25 فبراير 1969 في وارين في الولايات المتحدة.

## وصلات خارجية
- ليه نورمان على موقع دوري كرة القاعدة الرئيسي (الإنجليزية)
- ليه نورمان على موقعبيزبول رفرنس.كوم (الدوري الرئيسي) (الإنجليزية)
- ليه نورمان على موقعبيزبول رفرنس.كوم (الدوري الثانوي) (الإنجليزية)